# 孙氏太极拳
孫氏太極拳，又稱「開合活步太極拳」，創始人為孫祿堂。孫祿堂名福全，字祿堂，生於1863年1月4日。早年隨形意拳名家李魁元学习形意拳。后经李魁元介绍，向其师郭雲深大师學習形意拳，长达八年。随八卦掌大師董海川弟子程廷華學習八卦掌。其後因照顧病中的武禹襄傳人郝為真，而蒙其傳授太極拳學。孫祿堂將三者合而為一，自成一家，人稱孫氏太極拳。

## 人物
孫祿堂去世後其藝傳予其子孫存周及孫劍雲。孫存周去世後其藝傳予其子孙宝亨、女孫叔容及孫婉容、孫寶亨去世後其藝傳予其子孫恝、孫愚、孫怡。
孫寶亨、孫婉容、孫恝同為中國大陸北京非物質文化遺產孫氏太極拳傳承人。

## 特點
- 三拳合一  孙氏太极拳融合了形意拳、八卦掌、太极拳的优点和性能。
- 簡單平穩  动作簡單，没有下叉、翻滚跳跃、跺脚捯捶，动作平稳，易學。
- 靈活  進步必跟，退步必随，動作敏捷，采用了八卦拳動静劃一靈活多变之式。
- 每逢轉身，多以开合手相接。